# One for the Money
"One For the Money" är en R&B-låt framförd av den amerikanska sångaren Horace Brown, komponerad av Kevin Deane och Bakardi D. Wildcat för Browns självbetitlade debutalbum Horace Brown (1996).
I upptempo-spåret sjunger framföraren om anledningarna till att artister gör vad de gör. I refrängen sjunger Brown "One for the money, two for the show, three to get dem honeys, here we go". I en intervju förklarade sångaren att låten, som har en party-känsla, har en djupare innebörd; "den handlar om saker som personer som växer upp i ghetton drömmer om, att en dag bli rik och få ett bra liv." "One For the Money" samplar Craig Macks "Flava In Your Ear". Låten gavs ut som den ledande singeln från Browns album den 23 mars 1996, samma dag som den skickades till radiostationer. Marknadsföringen av låten sköttes av Motown-anställda Virgil Simms. En musikvideo som hade premiär på BET och The Box släpptes den 16 februari, flera veckor innan premiären på hos radiostationer. Denna strategi gick ut på att öka konsumenternas medvetenhet inför releasen. Den 4 maj redovisade Billboard Magazine att singeln fått 1.230 spelningar på radiostationer och sålt 26.000 exemplar och dessutom spelats på 13 olika crossover-stationer. Följaktligen tog sig "One For the Money" till en 14:e plats på USA:s R&B-lista Hot R&B/Hip-Hop Songs. En opinionsundersökning i Vibe Magazine visade att 88% av tidningens läsare tyckte bra om singeln. I maj månads utgåva av Jet Magazine rankades "One For the Money" på en 13:e plats i deras "Top 20 Singles". Detta gör singeln till Horace Browns hittills mest hyllade och framgångsrika singel i USA.
Internationellt marknadsfördes singeln i Sverige där Brown uppträdde på Swedish Dance Music Awards och även i Storbritannien där han gjorde flera radiointervjuer. I det senare landet tog sig "One For the Money" till en 12:e plats på UK Singles Chart samt till en 8:e plats i Nya Zeeland.

## Format och innehållsförteckning
| - Amerikansk Remix CD-singel 1. "One For The Money" (Radio Edit - Original Version) - 4:02 2. "One For The Money" (Buttnaked Remix Edit) - 4:35 3. "One For The Money" (Clark Kent Remix Edit) - 4:04 4. "One For The Money" (C+C Music Factory Mix Edit) - 3:42 5. "One For The Money" (Instrumental - Original Version) - 4:24 - Amerikansk CD/Maxi-singel 1. "One For The Money" (Radio Edit) 2. "One For The Money" (Clark Kent Radio Edit) 3. "One For The Money" (Clark Kent Remix) 4. "One For The Money" (Buttnaked Remix) 5. "One For The Money" (C&C Music Factory Mix) | - Brittisk CD-singel 1. "One For The Money" (Radio Edit) - 4:02 2. "One For The Money" (Clark Kent Radio Edit) - 4:03 3. "One For The Money" (Clark Kent Remix) - 5:03 4. "One For The Money" (Buttnaked Remix) - 4:33 5. "One For The Money" (C&C Music Factory Mix) - 10:28 - Europeisk "12-vinyl 1. "One For The Money" (C&C Music Factory Radio Edit) 2. "One For The Money" (C&C Music Factory Dub) 3. "One For The Money" (C&C Music Factory Mix) |

## Listor
| Listor (2006)                                 | Topp position |
| --------------------------------------------- | ------------- |
| Sveriges Sverigetopplistan                    | 48            |
| Storbritanniens UK Singles Chart              | 12            |
| Nya Zeelands RIANZ                            | 8             |
| Amerikanska Billboard Hot 100                 | 62            |
| Amerikanska Billboard Hot R&B/Hip-Hop Airplay | 13            |
| Amerikanska Billboard Hot R&B/Hip-Hop Songs   | 14            |